# Eragrostis kohorica
Eragrostis kohorica är en gräsart som beskrevs av Quezel. Eragrostis kohorica ingår i släktet kärleksgrässläktet, och familjen gräs. Inga underarter finns listade i Catalogue of Life.